# Filmographie sur les psychotropes
Cet article regroupe des films et séries télévisé en lien avec toute sortes de drogues. 

## Introduction
Les psychotropes sont présents aussi bien sur le petit que le grand écran dès le début du cinéma dans des films et des séries télévisées dramatiques, comiques, historiques ou fictifs. De manière générale, le 7e art a d'abord dépeint la consommation de drogue négativement auprès du grand public puis à partir des années 70, les réalisateurs de films souhaitent montrer une facette moins moralisatrice voire contre-culturelle. Les œuvres télévisuelles abordent souvent des trafics de drogues réels ou inventés. La consommation de substances opiacés étant illégale, les acteurs ont recours à des accessoires pour dépeindre ces derniers tels de la fécule de maïs ou de l'inositol,.
Les films historiques ayant pour cadre la Guerre d'Opium ne sont pas forcément en lien avec la consommation de cette drogue mais plutôt son trafic a contrario du personnage de Sherlock Holmes dont plusieurs films le dépeignent, comme dans les livres, opiomane au début de sa rencontre avec le Docteur Watson.

## Liste de films
Les films listés ici sont ceux dont le thème principal est la consommation de psychotropes ou le trafic de drogue.

### Cannabis / marijuana
- 1933 : Night of Terror de Benjamin Stoloff
- 1934 : Rythmes d'amour de Mitchell Leisen
- 1935 : La Comtesse Hachisch
- 1936 : Marihuana de Dwain Esper
- 1937 : Assassin of Youth d'Elmer Clifton
- 1938 : Touchez pas à la chnouf de Louis Gasnier
- 1949 : Plaisirs interdits de Sam Newfield
- 1965 : Et pour quelques dollars de plus de Sergio Leone
- 1968 : Le Baiser papillon d'Hy Averback
- 1969 : 
  - Easy Rider de Dennis Hopper
  - More de Barbet Schroeder
- 1971 : 
  - Taking Off de Miloš Forman
  - Jennifer on My Mind de Noel Black
- 1978 : Faut trouver le joint de Lou Adler
- 1978 : Midnight Express d'Alan Parker
- 1980 : Vendredi 13 de Sean S. Cunningham
- 1982 : Ça chauffe au lycée Ridgemont d'Amy Heckerling
- 1995 : 
  - Friday de F. Gary Gray
  - Kids de Larry Clark
- 1998 : 
  - Aprile de Nanni Moretti
  - Les Fumistes de Tamra Davis
- 1999 : 
  - Eyes Wide Shut de Stanley Kubrick
  - Sexe Intentions de Roger Kumble
- 2001 : 
  - Allô pizza de Christian Zübert
  - How High de Jesse Dylan
- 2002 : La Beuze de François Desagnat et Thomas Sorriaux
- 2006 : Cannabis de Niklaus Hilber
- 2007 : En cloque, mode d'emploi de Judd Apatow
- 2008 : Délire Express de David Gordon Green
- 2009 : 
  - Escroc(s) en herbe de Tim Blake Nelson
  - Sex Pot d'Eric Forsberg
- 2010 : Twelve de Joel Schumacher
- 2018 : Les Potes d'Olivia Milch

### Crack
- 1986 : La loi du campus de Charles Braverma
- 1994 : Sweet nothing de Gary Winick
- 2001 : MacArthur Park de Billy Wirth
- 2009 : Life Is Hot in Cracktown de Buddy Giovinazzo
- 2013 : White Crack Bastard de James Cullen Bressack
- 2015 : NWA: Straight Outta Compton de F. Gary Gray
- 2018 : Undercover : Une histoire vraie d'Yann Demange

### Cocaïne
- 1927 : Laster der Menschheit de Rudolf Meinert
- 1948 : Cocaïne de Giorgio Bianchi
- 1950 : Poison blanc de William A. Seiter
- 1955 : L'Homme au bras d'or de Otto Preminger
- 1963 : Interpol contre stupéfiants de Rudolf Zehetgruber
- 1964 : 
  - Contre-sexe de Renato Castellani, Marco Ferreri et Franco Rossi
  - Six Femmes pour l'assassin de Mario Bava
- 1972 : Super Fly de Gordon Parks Jr.
- 1975 : Divine Créature de Giuseppe Patroni Griffi
- 1976 : 1900 de Bernardo Bertolucci
- 1982 : La Balance de Bob Swaim
- 1983 : 
  - Le Marginal de Jacques Deray
  - Scarface de Brian De Palma
  - Tchao Pantin de Claude Berri
- 1984 : Cocaïne (Mixed Blood) de Paul Morrissey
- 1991 : Boyz n the Hood de John Singleton
- 2002 : Paid in Full de Charles Stone III
- 2006 : Cocaine Angel de Michael Tully
- 2011 : Une pure affaire d'Alexandre Coffre
- 2016 : Udta Punjab d'Abhishek Chaubey
- 2017 : La Reine des cartels de Guillermo Navarro
- 2019 : La Bataille du rail de Jean-Charles Paugam
- 2023 : Crazy Bear d'Elizabeth Banks

### Héroïne
- 1962 : Connection de Shirley Clarke
- 1967 : Seule dans la nuit de Terence Young
- 1970 : 
  - La Horse de Pierre Granier-Deferre
  - Trash de Paul Morrissey
- 1971 : 
  - French Connection de William Friedkin
  - L'Organisation de Don Medford
  - Panique à Needle Park de Jerry Schatzberg
- 1975 : French Connection 2 de John Frankenheimer
- 1978 : La Petite Sœur du diable de Giulio Berruti
- 1980 : Tunnel de Massimo Pirri
- 1981 : Moi Christiane F... d'Uli Edel
- 1983 : 
  - Amore tossico de Claudio Caligari
  - Le Marginal de Jacques Deray
- 1988 : Bird de Clint Eastwood
- 1992 : Bad Lieutenant de Zoë Lund
- 1995 : Basketball Diaries de Scott Kalvert
- 1996 : Trainspotting de Danny Boyle
- 1997 : Bongwater de Richard Sears
- 1998 : Permanent Midnight de David Veloz
- 1999 : Black Tar Heroin: The Dark End of the Street de Steven Okazaki
- 2000 : 
  - Dans la chambre de Vanda de Pedro Costa
  - Requiem for a Dream de Darren Aronofsky
- 2004 : Ray de Taylor Hackford
- 2005 : Heroína de Gerardo Herrero
- 2006 : Candy de Neil Armfield
- 2010 : Submarino de Thomas Vinterberg
- 2018 : 
  - 6 Balloons de Marja-Lewis Ryan
  - La Prière de Cédric Kahn
- 2019 : 
  - Douleur et Gloire de Pedro Almodóvar
  - The Souvenir de Joanna Hogg
  - Leaving Afghanistan de Pavel Lounguine.
- 2023 : The Son de Florian Zeller

### Méthamphétamine
- 2004 : Layer Cake de Matthew Vaughn
- 2017 : Une prière avant l'aube de Jean-Stéphane Sauvaire
- 2018 : My Beautiful Boy de Felix Van Groeningen
- 2025 : Der Tiger de Dennis Gansel

### Morphine
- 1952 : La Dernière Ordonnance de Rolf Hansen
- 1956 : Les Drogués de Curd Jürgens
- 1962 : Long Voyage vers la nuit de Sidney Lumet
- 1988 : Igla de Rachid Nougmanov
- 1991 : Eline Vere d'Harry Küme
- 2002 : Après la vie de Lucas Belvaux
- 2008 : Morphine d'Alekseï Balabanov

### Nouvelle drogue de synthèse
- 1988 : L'Emprise des ténèbres de Wes Craven
- 1991 : Harley Davidson et l'Homme aux santiags de Simon Wincer
- 2001 : Le 51e État de Ronny Yu
- 2019 : Synchronic de Justin Benson

### Laudanum
- 1993 : En compagnie d'Antonin Artaud de Gérard Mordillat

### LSD
- 1967 : 
  - Le Voyage de Roger Corman
  - Riot on Sunset Strip d'Arthur Dreifuss
  - Rue des hippies d'Arthur Dreifuss
- 1968 : 
  - Skidoo d'Otto Preminger
  - Les Troupes de la colère de Barry Shear
- 1970 : 
  - L'Éveil de la bête de José Mojica Marins
  - Horreur à volonté de Daniel Haller
- 1971 : Le Venin de la peur de Lucio Fulci
- 1977 : Le Rayon bleu de Jeff Lieberman
- 1986 : Sid et Nancy d'Alex Cox
- 2003 : Thirteen de Catherine Hardwicke
- 2014 : No No: A Dockumentary  de Jeff Radice
- 2018 : Climax de Gaspar Noé

### Opioïdes
- 2017 : Heroin(e) d'Elaine McMillion Sheldon
- 2021 : 
  - Cherry de Joe et Anthony Russo
  - Le crime du siècle d'Alex Gibney
- 2022 : Toute la beauté et le sang versé de Laura Poitras

### Opium
- 1894 : Chinese Opium Den de Thomas Edison
- 1901 : Fumerie d'opium de Gabriel Veyre
- 1902 : Un horrible cauchemar de Ferdinand Zecca
- 1905 : The Visions of an Opium Smoker de Robert W. Paul
- 1908 : Le Rêve d'un fumeur d'opium de Georges Méliès
- 1915 : The Spell of the Poppy de Tod Browning
- 1916 : The Mystery of the Leaping Fish de Douglas Fairbanks, Bessie Love et Alma Rubens
- 1918 : Yachts and Hearts, or The Opium Smugglers de Charles Byers Coates
- 1919 : 
  - Opium de Robert Reinert
  - Le Lys brisé de D. W. Griffith
- 1923 : La Marchande de rêves de Tod Browning
- 1947 : Fumerie d'opium de Raffaello Matarazzo
- 1949 : Opium de Ramón Peón
- 1950 : Mystère à Shanghai de Roger Blanc
- 1962 : Les Confessions d'un mangeur d'opium d'Albert Zugsmith
- 1972 : Deadly China Doll de Huang Feng
- 1984 :
  - Opium and the Kung-Fu Master de Tang Chia
  - Il était une fois en Amérique de Sergio Leone
- 1996 : Temptress Moon de Chen Kaige
- 1997 : La Guerre de l'opium de Xie Jin
- 2001 : From Hell d'Albert et Allen Hughes
- 2005 : Les Amants réguliers de Philippe Garrel
- 2011 : L'Apollonide : Souvenirs de la maison close de Bertrand Bonello
- 2013 : Opium d'Arielle Dombasle

### Subsistance hallucinogène
- 1980 : Au-delà du réel de Ken Russell
- 1990 : L'échelle de Jacob d'Adrian Lyne
- 1991 : Le Festin nu de David Cronenberg
- 2002 : Das weisse Rauschen de Hans Weingartner
- 2004 :
  - L'Ayahuasca, le Serpent et Moi d'Armand Bernardi
  - D'autres mondes de Jan Kounen
  - Blueberry, l'expérience secrète de Jan Kounen
- 2006 : A Scanner Darkly de Richard Linklater
- 2007 : Shrooms de Paddy Breathnach
- 2015 : Final Girl : La Dernière Proie de Tyler Shields
- 2018 : Climax de Gaspar Noé

### Trafic de drogue
- 1927 : Sa dernière culotte de Frank Capra
- 1932 : 
  - Der weiße Dämon de Kurt Gerron
  - Stupéfiants de Kurt Gerron et Roger Le Bon
- 1939 : Montevergine de Carlo Campogalliani
- 1940 : The Flying Squad d'Herbert Brenon
- 1947 : Les Trafiquants de la mer de Willy Rozier
- 1948 : To the Ends of the Earth de Robert Stevenson
- 1949 : 
  - La Brigade des stupéfiants de Laslo Benedek
  - La Furie des tropiques d'André de Toth
  - Johnny le mouchard de William Castle
- 1950 : 
  - La Route du Caire de David MacDonald
  - Méfiez-vous des blondes d'André Hunebelle
- 1951 : La Cité des stupéfiants d'Enzo Trapani
- 1954 : Le Cargo de la drogue de Harold French
- 1955 : Razzia sur la chnouf d'Henri Decoin
- 1960 : Nous les durs ! de Camillo Mastrocinque
- 1961 : En pleine bagarre de Giorgio Bianchi
- 1963 : Les Femmes d'abord de Raoul André
- 1964 : 
  - Du grabuge chez les veuves de Jacques Poitrenaud
  - Le Mouchoir rouge de Toshio Masuda
- 1965 : Le Corniaud de Gérard Oury
- 1966 : Opération Opium de Terence Young
- 1967 : Alerte à la drogue de Nino Zanchin et Mohamed Tazi
- 1969 : Naked Bullet de Kōji Wakamatsu
- 1970 : Cannabis de Pierre Koralnik
- 1971 : French Connection de William Friedkin
- 1972 : 
  - Carnage de Michael Ritchie
  - Police Magnum de Romain Gary
- 1973 : Coffy, la panthère noire de Harlem de Jack Hill
- 1974 : Foxy Brown de Jack Hill
- 1975 : French Connection 2 de John Frankenheimer
- 1977 : Les Grands Fonds de Peter Yates
- 1978 : Les Guerriers de l'enfer de Karel Reisz
- 1981 : 
  - Le Prince de New York de Sidney Lumet
  - Neige de Jean-Henri Roger et Juliet Berto
- 1982 : La Balance de Bob Swaim
- 1983 :
  - Le Marginal de Jacques Deray
  - Scarface de Brian De Palma
  - Tchao Pantin de Claude Berri
- 1984 : 
  - Le Juge de Philippe Lefebvre
  - Un été d'enfer de Michaël Schock
- 1985 : L'Année du dragon de Michael Cimino
- 1986 : Les Frères Pétard d'Hervé Palud
- 1988 : Dark Mission : Les Fleurs du mal de Jesús Franco
- 1990 : 
  - Air America de Roger Spottiswoode
  - Les Affranchis de Martin Scorsese
  - The King of New York d'Abel Ferrara
- 1991 : New Jack City de Mario Van Peebles
- 1992 : L.627 de Bertrand Tavernier
- 1993 : L'argent fait le bonheur de Robert Guédiguian
- 1994 : Fresh de Boaz Yakin
- 1995 : Clockers de Spike Lee
- 1997 : 
  - Another Day in Paradise de Larry Clark
  - Gridlock'd de Vondie Curtis-Hall
  - Le Cousin d'Alain Corneau
- 1998 : Acid House de Paul McGuigan
- 1999 : Human Traffic de Justin Kerrigan
- 2000 : 
  - Les Marchands de sable de Pierre Salvadori
  - Traffic de Steven Soderbergh
- 2001 :
  - Blow de Ted Demme
  - Training Day d'Antoine Fuqua
  - Sauvage Innocence de Philippe Garrel

- 2006 : Miami Vice : Deux Flics à Miami de Michael Man
- 2007 : American Gangster de Ridley Scott
- 2008 :
  - Go Fast de Olivier Van Hoofstadt
  - Opium War de Siddiq Barmak
- 2010 : Mr. Nice de Bernard Rose
- 2011 : L'Irlandais de John Michael McDonagh
- 2012 : 21 Jump Street de Phil Lord et Chris Miller
- 2013 : 
  - Cartel de Ridley Scott
  - Heli d'Amat Escalante
  - Infiltré de Ric Roman Waugh
  - Les Miller, une famille en herbe de Rawson Marshall Thurber
- 2014 : 
  - Dealer de Jean Luc Herbulot
  - La French de Cédric Jimenez
  - Inherent Vice de Paul Thomas Anderson
  - Paradise Lost d'Andrea Di Stefano
  - Secret d'État de Michael Cuesta
  - Sleepless de Baran bo Odar
- 2015 : 
  - The Preppie Connection de Joseph Castello
  - Sicario de Denis Villeneuve
- 2016 : 
  - Infiltrator de Brad Furman
  - Wùlu de Daouda Coulibaly
- 2017 :
  - Barry Seal: American Traffic de Doug Liman
  - Burn Out d'Yann Gozlan
  - Escobar de Fernando León de Aranoa
  - Section 99 de S. Craig Zahler
- 2018 : 
  - The Drug King de Woo Min-ho
  - La Mule de Clint Eastwood
  - Les Vautours de Börkur Sigthorsson
- 2019 : 
  - Running with the Devil de Jason Cabell
  - The Gentlemen de Guy Ritchie
- 2020 : BAC Nord d'Audrey Diwan
- 2021 : 
  - Crisis de Nicholas Jarecki
  - Vanquish de George Gallo
  - Saloum de Jean Luc Herbulot
- 2022 :
  - Centauro de Daniel Calparsoro
  - Les rois de la coke de Julian Sher
  - Overdose de Olivier Marchal
  - Vengeance de B.J. Novak
- 2023 : Les Trafiquants de Ryoo Seung-Wan
- 2024 : 
  - Emilia Pérez de Jacques Audiard
  - The Prosecutor de Donnie Yen
- 2025 : 
  - Coka Chicas de Roxine Helberg
  - Ravage de Gareth Evans

### Autres
- 1923 : The Drug Traffic d'Irving Cummings
- 1953 : L'Esclave d'Yves Ciampi
- 1956 : Derrière le miroir de Nicholas Ray
- 1957 : La police des mineurs intervient de Gerhard Klein
- 1958 : Le Désordre et la Nuit de Gilles Grangier
- 1966 : 
  - Chappaqua de Conrad Rooks
  - Massacre pour une orgie de Jean-Pierre Bastid
- 1969 : 
  - Easy Rider de Dennis Hopper
  - More de Barbet Schroeder
- 1970 : Buveurs de sang de David E. Durston
- 1972 : 
  - La Dernière Maison sur la gauche de Wes Craven
  - Les Indrogables de Jean Beaudin
- 1976 : Comme un boomerang de José Giovanni
- 1977 : Pourquoi ? d'Anouk Bernard
- 1981 : Moi, Christiane F., 13 ans, droguée, prostituée… d'Uli Edel
- 1982 : I'm Dancing as Fast as I Can de Jack Hofsiss
- 1987 : 
  - Cold Steel : Sur le fil du rasoir de Dorothy Ann Puzo
  - Le justicier braque les dealers de J. Lee Thompson
- 1988 : 
  - Akira de Katsuhiro Ōtomo
  - Elmer le remue-méninges de Frank Henenlotter
- 1989 : 
  - Drugstore Cowboy de Gus van Sant
  - Johnny Belle Gueule de Walter Hill
- 1994 : Menace to Society d'Albert et Allen Hughes
- 1995 : 
  - Le Péril jeune de Cédric Klapisch
  - Raï de Thomas Gilou
- 1997 : 
  - Gridlock'd de Vondie Curtis-Hall
  - Ne pas avaler de Gary Oldman
- 1998 : 
  - Anatomie d'un top model de Michael Cristofe
  - Las Vegas Parano de Terry Gilliam
  - Velvet Goldmine de Todd Haynes
- 1999 : American Beauty de Sam Mendes
- 2000 : 
  - Classé X d'Emilio Estevez.
  - La Bête à sept têtes de Laís Bodanzky
  - La ville est tranquille de Robert Guédiguian
  - Scénarios sur la drogue de Eric Ellena
- 2001 : 
  - Acts of Worship de Rosemary Rodriguez
  - Quitter de Zhang Yang
- 2002 : La Cité de Dieu de Kátia Lund et Fernando Meirelles
- 2003 : 
  - Cowboys and Angels de David Gleeson
  - Heart of America d'Uwe Boll
- 2004 : Clean d'Olivier Assayas
- 2006 : 
  - A Scanner Darkly de Richard Linklater
  - Glue d'Alexis Dos Santos
- 2007 : Jusqu'à la mort de Simon Fellows
- 2008 : Les vieux sont nerveux de Thierry Boscheron
- 2009 : Bad Lieutenant : Escale à La Nouvelle-Orléans de Werner Herzog
- 2010 : Enter the Void de Gaspard Noé
- 2011 : 
  - Décharge de Benoît Pilon
  - Puncture d'Adam et Mark Kassen
  - Oslo, 31 août de Joachim Trier
  - Limitless de Neil Burger
- 2012 : 
  - Spring Breakers de Harmony Korine
  - Les paradis artificiels de Marcos Prado
  - Resolution de Justin Benson et Aaron Moorhead
- 2014 : 
  - J'arrête quand je veux de Sydney Sibilia
  - Low Down de Jeff Preiss
- 2015 : 
  - American Ultra de Nima Nourizadeh
  - Mauvaise Graine de Claudio Caligari
  - I Smile Back d'Adam Salky
- 2018 : Sur ma peau d'Alessio Cremonini
- 2019 : 
  - Cash Nexus de François Delisle
  - The Critic de Stella Velon
  - Waves de Trey Edward Shults
- 2020 : 
  - Une ode américaine de Ron Howard
  - Platzspitzbaby de Pierre Monnard
- 2023 : Karmapolice de Julien Paolini

## Liste de séries télévisées
Les sériés télévisées listés ici sont celles dont le thème principal est la consommation de psychotropes ou le trafic de drogue.

### Cannabis
- 2005 : Weeds de Jenji Kohan
- 2012 : High Maintenance de Ben Sinclair et Katja Blichfeld
- 2017 : Holly Weed de Daive Cohen, Lionel Dutemple, Benjamin Morgaine, Arthur Benzaquen
- 2017 : Disjointed de David Javerbaum et Chuck Lorre
- 2019 : Family Business d'Igor Gotesman
- 2021 : Caïd d'Ange Basterga et Nicolas Lopez

### Crack
- 2019 : Wu-Tang: An American Saga de RZA et Alex Tse

### Cocaïne
- 2023 : Air Cocaïne de Stéphane Rybojad et Thomas Dandois
- 2024 : Hotel Cocaine de Chris Brancato

### Diméthyltryptamine
- 2015 : Limitless de Craig Sweeny

### Ecstasy
- 2019 : How to Sell Drugs Online (Fast) de Philipp Käßbohrer et Matthias Murmann

### Méthamphétamine
- 2008 : Breaking Bad de Vince Gilligan

### Opioïde
- 2021 : Dopesick de Danny Strong
- 2023 : Painkiller (série télévisée)
- 2023 : Malpractice de Sophie Reynolds

### Trafic de drogue
- 1958 : Échec au porteur de Gilles Grangier
- 2002 : Sur écoute de David Simon et Ed Burns
- 2003 : Le Cartel de David Mills
- 2009 : El Capo de Riccardo Gabrielli et Lilo Vilaplana
- 2011 : 
  - Top Boy de Ronan Bennett
  - La Reine du sud de Mauricio Cruz et Walter Doehner
- 2012 : Pablo Escobar, le patron du mal de Carlos Moreno et Laura Mora
- 2015 : Narcos de Chris Brancato, Carlo Bernard, Doug Miro et José Padilha
- 2016 : Cannabis de Lucie Borleteau
- 2017 : 
  - Dope de Chris Carême
  - Snowfall de John Singleton
  - Ozark de Bill Dubuque
- 2018 : Narcos : Mexico de Carlo Bernard et Doug Miro
- 2019 : 
  - How to Sell Drugs Online (Fast) de Philipp Käßbohrer et Matthias Murmann
  - Undercover: Operación Éxtasis d'Eshref Reybrouck et Frank Devos
  - Untitled Oliver North Iran-Contra Affair d'Enzo Mileti
- 2021 : 
  - BMF de Randy Huggins
  - DOM de Breno Silveira
  - Power Book III: Raising Kanan de Courtney A. Kemp
- 2025 : 
  - Deli Boys d'Abdullah Saeed
  - Dope Thief de Peter Craig

### Autres
- 2000 : The Corner de David Simon, David Mills et Robert F. Colesberry
- 2009 : Nurse Jackie de Linda Wallem, Evan Dunsky et Liz Brixius
- 2014 : The Knick de Jack Amiel, Michael Begler et Steven Soderbergh
- 2019 : Euphoria de Sam Levinson
- 2021 : Moi, Christiane F. de Annette Hess
- 2022 : 
  - Cyberpunk: Edgerunners d'Hiroyuki Imaishi
  - Endless Night de David Perrault et Emmanuel Voisin

## Documentaire
- 2014 : Drogues et cinéma épisode de Blow up production Arte.